# Pittsburgh Penguins

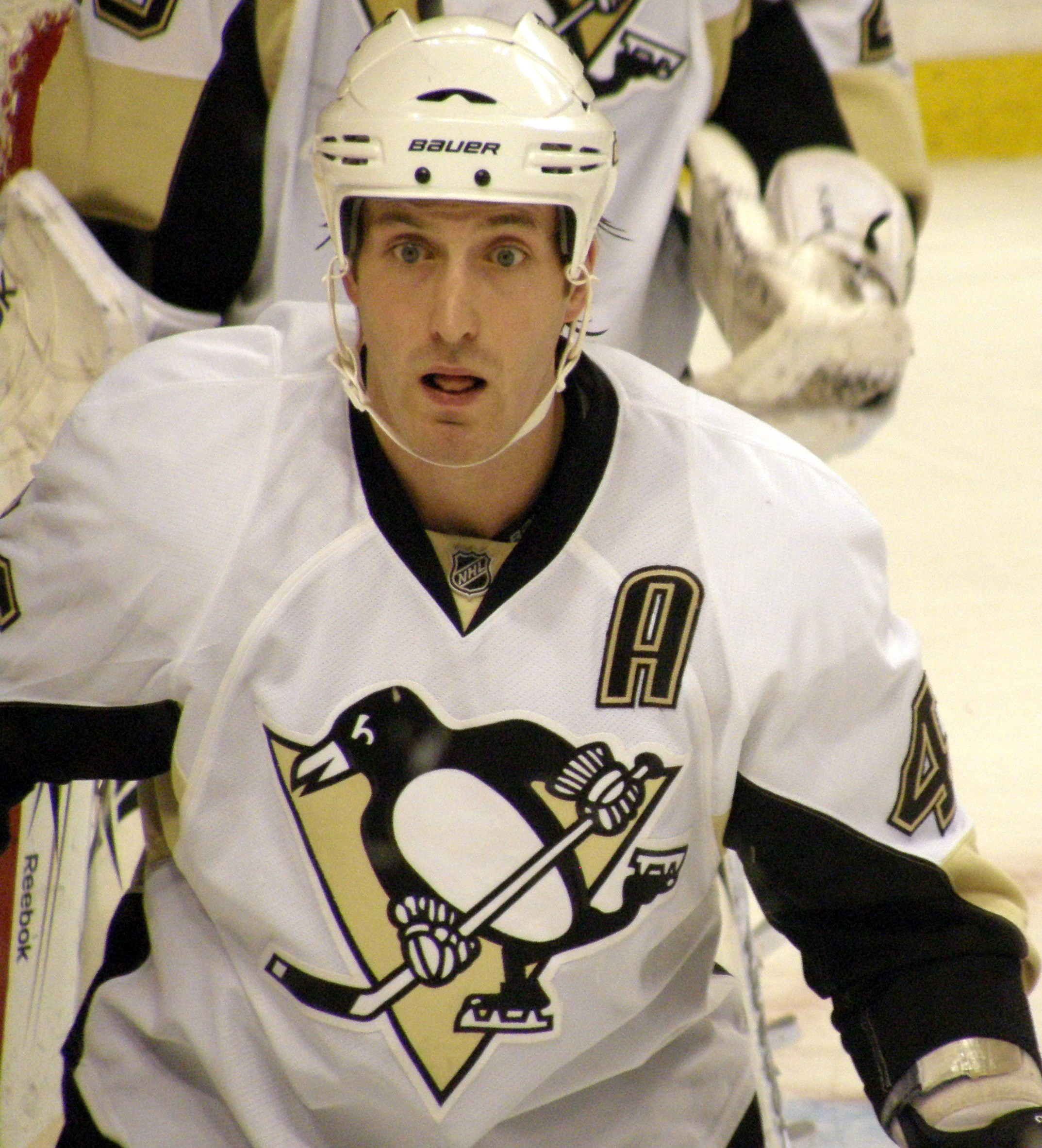
Equipació dels Penguins

Els Penguins de Pittsburgh són un equip d'hoquei sobre gel de la Lliga Nacional d'Hoquei (LNH) de la ciutat de Pittsburgh, Pennsilvània.
L'equip fou creat l'any 1967 i al llarg de la seva història ha guanyat la copa Stanley en 4 ocasions els anys 1991, 1992, 2009 i 2016. Els seus colors són el negre, el blanc i el groc.

## Història
Durant els seus primers 20 anys de vida, els Penguins completaren campanyes molt fluixes a l'NHL, aconseguint tenir un equip força bo a mitjans dels 70, arribant a disputar les semifinals de 1975, on van perdre enfront dels New York Islanders.
L'equip visqué tota una revolució a partir de 1984 amb l'arribada de Mario Lemieux, el qual en la seva estada al club guanyà en 6 ocasions el trofeu Art Ross com a màxim anotador de la lliga els anys 1988, 1989, 1992, 1993, 1996 i 1997, en 3 ocasions el trofeu Hart al jugador més valuós els anys 1988, 1993 i 1996, així com en 2 ocasions el trofeu Conn Smythe al millor jugador dels playoff els anys 1991 i 1992. Gràcies a l'aportació de Lemieux, l'equip guanyà l'NHL en dos ocasions els anys 1991 i 1992, aconseguint igualar el rècord d'onze victòries consecutives en els playoff l'any 1992, superant-lo amb 17 a la següent temporada, en la que l'equip també guanyà el Trofeu dels Presidents al millor equip de la temporada regular.
Jaromir Jagr fou també una gran estrella dels Penguins, guanyant el trofeu Art Ross en 5 ocasions els anys 1995, 1998, 1999, 2000 i 2001, així com el trofeu Hart de 1999. Per altra banda, a finals dels 90 l'equip estigué a punt de mudar-se a Portland, i bé Lemieux junt amb altres inversors aconseguiren comprar abans l'equip i mantenir-lo a Pittsburgh.
Anys més tard una nova estrella arriba a l'equip, el canadenc Sidney Crosby, qui es convertirà en el capità més jove de l'equip i guanyarà en anys posteriors dos Art Ross trophies i dos Hart trophies. Sota el seu lideratge, i amb l'aportació d'altres jugadors com Evgeni Malkin, Kris Letang o Marc-André Fleury, els Penguins es converteixen en equips amb aspiracions anuals al títol.
Així l'any 2008 arriben a la final contra els Detroit Red Wings, però cauen derrotats.
Un any més tard, el 2009 els Penguins aconsegueixen el seu tercer títol de l'NHL repetint final enfront dels Detroit Red Wings.
Després d'això els Penguins es classificaran cada temporada per als Playoffs, però patiran doloroses eliminacions contra els Philadelphia Flyers o els New York Rangers.
Finalment la temporada 2015-2016 es tornen a proclamar campions de l'Stanley Cup derrotant per 4-2 a la final els San José Sharks i havent eliminat prèviament equips com els Washington Capitals, guanyadors del President's Trophy. Sidney Crosby guanya per primer cop el Conn Smythe Trophy com a millor jugador de la final i el porter rookie Matt Murray aconsegueix 15 de les 16 victòries

## Palmarès

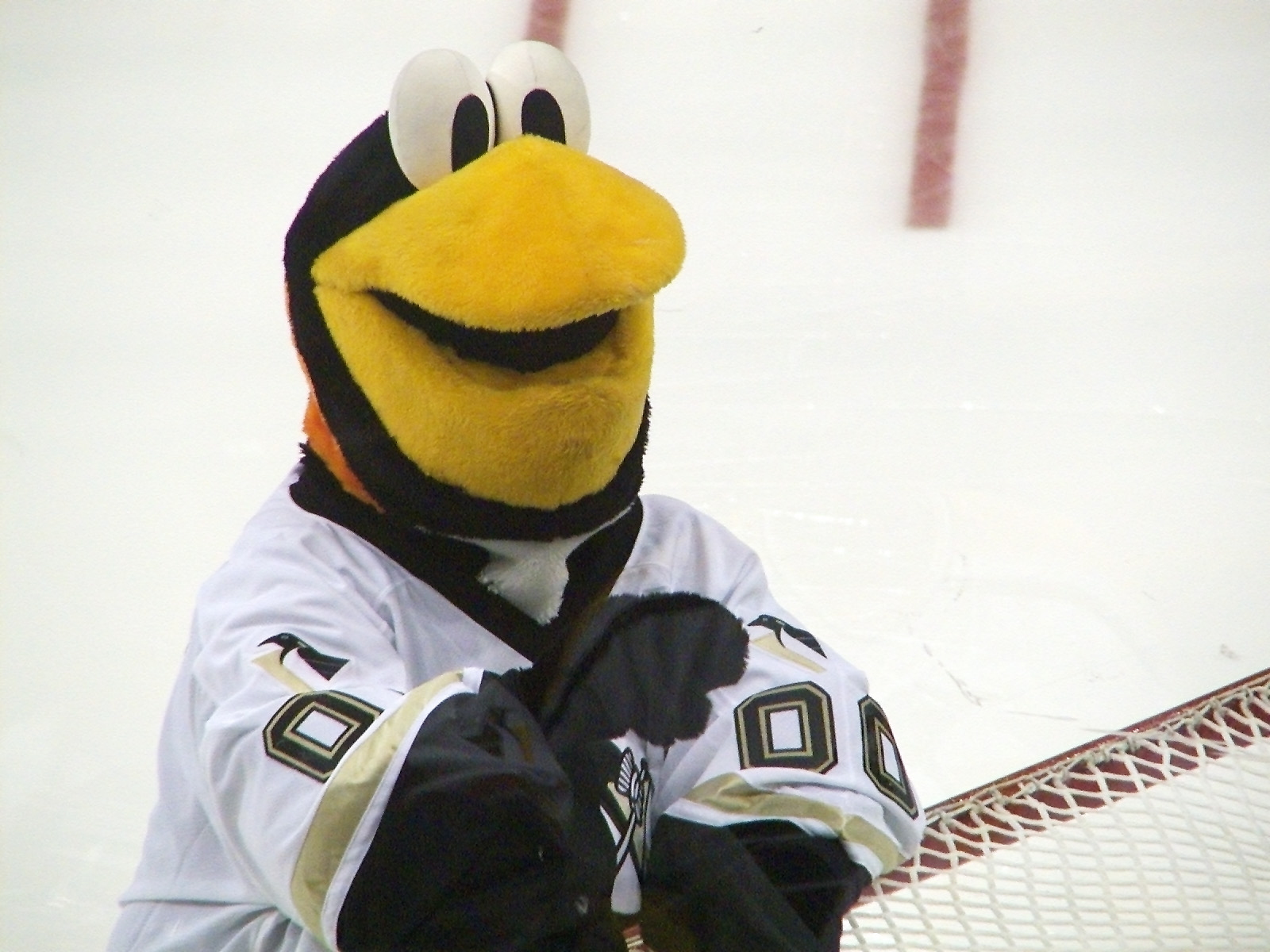
Iceburgh, mascota dels Penguins.

- Copa Stanley (5): 1991, 1992, 2009, 2016, 2017
- Trofeu dels Presidents (1): 1993
- Campionats de Conferència (4)
- Campionats de Divisió (6)